# Сьлешовиці
Сьлешовиці (пол. Śleszowice) — село в Польщі, у гміні Зембжиці Суського повіту Малопольського воєводства.
Населення — 840 осіб (2011).

## Історія
У 1975-1998 роках село належало до Бельського воєводства, підпорядковувалося районній адміністрації у Вадовицях.

## Демографія
Демографічна структура станом на 31 березня 2011 року:
|          | Загалом | Допрацездатний вік | Працездатний вік | Постпрацездатний вік |
| -------- | ------- | ------------------ | ---------------- | -------------------- |
| Чоловіки | 413     | 88                 | 278              | 47                   |
| Жінки    | 427     | 90                 | 256              | 81                   |
| Разом    | 840     | 178                | 534              | 128                  |